# Chameleon (compositie)
Chameleon is een jazzstandard van Herbie Hancock. Hij componeerde het nummer in samenwerking met saxofonist Bennie Maupin, bassist Paul Jackson en drummer Harvey Mason, die alle drie samen met Hancock het nummer uitvoerden. Het nummer verscheen op Hancocks album Head Hunters, dat in 1973 werd uitgebracht onder het label Columbia Records. 
Het nummer heeft een karakteristieke funky basloop, door Herbie Hancock uitgevoerd op een ARP Odyssey. Dit instrument wordt ook gebruikt voor een van de twee keyboardsolo's, de andere solo werd uitgevoerd op een Rhodes piano. Andere solo's op het nummer worden uitgevoerd door Bennie Maupin op saxofoon.
De compositie werd een bekende jazzstandard en is in de loop der jaren gecoverd door een groot aantal artiesten en bands, waaronder Maceo Parker, Buddy Rich, Stanley Jordan, Big Sam's Funky Nation, Maynard Ferguson, Eddie Jefferson, Gov't Mule, Monty Alexander, Michał Urbaniak, The String Cheese Incident, Umphrey's McGee en James Morrison.